# Phalloniscus bowleyi
Phalloniscus bowleyi är en kräftdjursart som beskrevs av Albert Vandel1977. Phalloniscus bowleyi ingår i släktet Phalloniscus och familjen Dubioniscidae. Inga underarter finns listade i Catalogue of Life.